# 100% Hockey... and Other Stuff
100% Hockey... and Other Stuff utkom 1996 och är ett studioalbum av rockgruppen The Zambonis från USA.

## Låtlista
1. Away Game (2:27)
2. Shot... Score! (0:42)
3. Referee's Daughter (4:21)
4. I Wanna Drive the Zamboni (3:06)
5. Mr. Hockey (0:11)
6. Head in the Game (2:55)
7. Wendel (2:05)
8. Goalie is Drunk (1:39)
9. Slapshot Love (2:46)
10. Pond Song (2:51)
11. Fox Hockey (1:40)
12. Take Off That Mask (2:47)
13. Davey Hatrick (3:14)
14. Zamboni Race in Outerspace (3:17)
15. Hockey on the Moon (The Cold War) (7:11)